# Даніела Сантанче
Данієла Сантанче (італ. Daniela Santanchè), до шлюбу Гарнеро (італ. Daniela Garnero; нар.. 7 квітня 1961, Кунео) — італійська політична діячка, сенаторка Італії (з 2018 року).

## Біографія
Народилася 7 квітня 1961 року в сім'ї Оттавіо і Дельфіни Гарнеро, підприємців у сфері перевезень.
Закінчила Туринський університет, в 1983 році зайнялася маркетингом, пізніше мала бізнес у сфері ЗМІ та зв'язків з громадськістю. У 1992—1993 роках пройшла курс навчання в школі бізнесу[it] університету Бокконі.
У 1999 році обрана в провінційну раду Мілана, у 2001 році виставила свою кандидатуру на парламентських виборах, не домоглася успіху, але отримала мандат завдяки відмові від нього одного з обраних колег-однопартійців.
З 30 травня 2001 по 13 листопада 2007 року була депутаткою парламенту 14-го і 15-го скликань у фракції Національного альянсу, але завершувала другий мандат з 13 листопада 2007 року по 28 квітня 2008 року в партійній групі «Праві» Змішаної фракції.
До парламентських виборів 13 квітня 2008 року партія «Праві» створила блок з Fiamma Tricolore, який очолила Сантанче, але об'єднання отримало лише 2,43 % голосів виборців на виборах Палати депутатів і 2,1 % — на виборах в Сенат, не подолавши в обох випадках відсоткового бар'єру і залишившись без місць в обох палатах парламенту.
Після цієї невдачі заснувала в 2008 році Рух за Італію, але вже 24 лютого 2010 року офіційно приєдналася до «Народу свободи».
З 4 березня 2010 року по 16 листопада 2011 року Сантанче займала в четвертому уряді Берлусконі посаду молодшої статс-секретарки з повноваженнями в галузі здійснення програми уряду.
Новий мандат в Палаті депутатів 17-го скликання починала 15 березня 2013 у фракції Берлусконі «Народ свободи», після її розпаду в листопаді 2013 року залишилася з Берлусконі — у відродженій партії Вперед, Італія, але з 11 грудня 2017 року до завершення каденції 22 березня 2018 року полягала у фракції «Брати Італії — Національний альянс».
В ході парламентських виборів 4 березня 2018 року виставила свою кандидатуру в 17-му одномандатному виборчому окрузі Кремоні, балотуючись в Сенат від правоцентристської коаліції за участю Ліги Півночі, Вперед, Італія, «Братів Італії», а також списку «Ми з Італією[it]», і перемогла з результатом 48,12 % голосів, далеко випередивши основну суперницю — кандидатку лівоцентристів Валентину Ломбарді (23,18 %).

## Підприємницька діяльність
Найбільшим діловим підприємством Сантанче стала створена в 2007 році на рівних паях з сім'єю Анджелуччі компанія Visibilia, зайнята продажем рекламних площ і часу в ЗМІ (Анджелуччі — власники щоденних газет «Libero[it]» та «Il Riformista[it]»). У 2008 році зайняла посаду CEO, в 2009 з компанією почали співпрацювати «il Giornale[it]» і «Metro[it]». Тим не менш, Visibilia переживала фінансові труднощі — з 2008 по 2010 рік дебіторська заборгованість перед клієнтами зросла з 7,6 млн євро до 11,2 млн.

## Особисте життя
З 1983 по 1995 рік перебувала у шлюбі з пластичним хірургом Паоло Сантанче (до цього періоду належить одна з перших згадок про Сантанче в пресі — у світській хроніці 1995 року про святкування дня народження її чоловіка з участю 750 гостей, включаючи Івану Трамп, Krizia та інших, що завершився з появою карабінерів). У 2001 році, після тривалого поєдинку адвокатів, шлюб був анульований Трибуналом Священної Римської Роти. Має сина Лоренцо від підприємця Каніо Мадзаро (Canio Mazzaro).